# こんなところに運命の人
『こんなところに運命の人』（こんなところにうんめいのひと）は、CBCテレビで2018年2月26日より3月26日まで、毎週月曜日23時56分から火曜日0時27分までの間に放送されたテレビドラマ。全5話。

## キャスト
- 松本陽子 - 松井愛莉
- 正田丈一 - 小沢一敬（スピードワゴン）
- 西川勝男 - 夕輝壽太
- 横尾綾 - 隅田杏花（劇団4ドル50セント[4]）[2]
- 拓郎 - カブキン[5]
- 清宮 - 伊沢勉
- 西村 - 木村庄之助
- 亜美 - 浦まゆ[6]
- 公文 - 敦士

## 放送リスト
| # | エピソードタイトル         | 放送日         | 脚本     | 演出     |
| - | -------------------------- | -------------- | -------- | -------- |
| 1 | 元カレはユーチューバー     | 2018年 2月26日 | 吹原幸太 | 中川陽介 |
| 2 | 初恋のマドンナは口裂け女!? | 3月5日         | 吹原幸太 | 中川陽介 |
| 3 | 今、運命へモーション！     | 3月12日        |          |          |
| 4 | 因縁の女と魔法のココア     | 3月19日        |          |          |
| 5 | 運命の運命                 | 3月26日        |          |          |

## スタッフ
- 脚本：吹原幸太、ニシオカ・ト・ニール[1][2]
- チーフプロデューサー：堀場正仁（CBCテレビ）[2]
- プロデューサー：尾関美有（CBCテレビ）、塙太志（大映テレビ）[2]
- 演出：中川陽介（CBCテレビ）、尾関美有（CBCテレビ）[2]

## 配信情報
| 配信期間        | 配信時間          | 配信元                                | 備考                  |
| --------------- | ----------------- | ------------------------------------- | --------------------- |
| 2018年2月27日 - | 火曜日 12:00 更新 | TBS FREEby TBSオンデマンド GYAO! TVer | 最新話放送後1週間無料 |
|                 |                   | TBSオンデマンド                       |                       |